# Király-géppisztoly
A Király-géppisztoly (1939M), más néven Danuvia géppisztoly egy Király Pál által tervezett, Király-féle tömegzáras, 9 mm-es Mauser pisztolylőszert tüzelő géppisztoly, amit a Danuvia fegyvergyárban gyártottak. Hosszú csöve és nagy lőtávolsága miatt gyakran a gépkarabélyok közé sorolják, a pisztolylőszer ellenére. Tűznemváltó segítségével lehetett váltani az egyes (E), sorozatlövéses (S) és a bebiztosított, „zárt” (Z) üzemmód között.
A két változatából (39M, 43M) összesen 8000 és 62 000 közötti darabszámot készítettek a különböző források szerint.
A fegyver különlegessége (a zárszerkezet mellett), hogy a tár (menethelyzetben) a csővel párhuzamosan behajtható az előágy erre a célra mart fészkébe, mellyel a fegyver viselése kényelmesebbé vált. Ekkor a tárfészek nyílását egy a tártestre szerelt védőlemez zárta le, így elkerülve a durva szennyeződés csőfarba jutását. Természetesen ebben a helyzetben lövés leadására nem alkalmas, mivel a többi géppisztolyhoz hasonlóan nincsen „csőre töltött” állapota (ún. nyitott tokszerkezetű), hanem csak a zártömböt lehet hátrahúzni, és elsütéskor egyszerre végzi a csőre töltést és az elsütést (hasonlóan az MP 40-hez).
A fegyverre fel lehetett tűzni a rendszeresített 35M típusú bajonettet.

## Felépítése

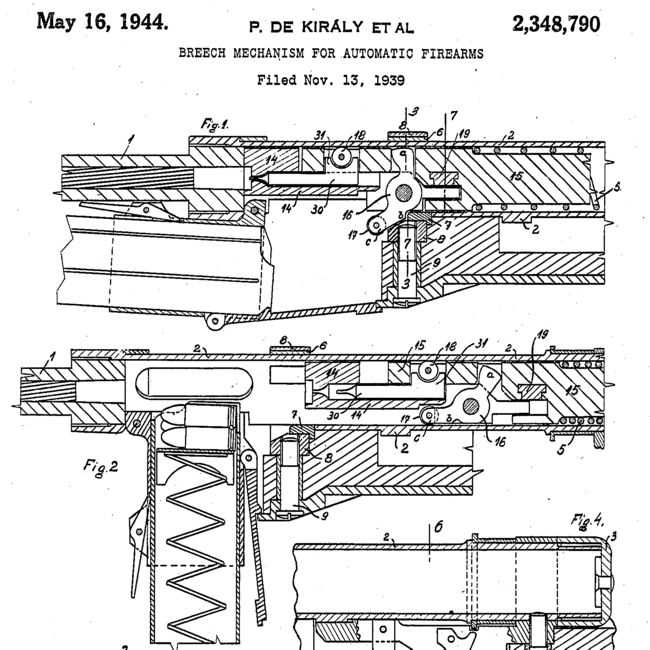
A fegyver zárszerkezetének rajza a szabadalmi leírásban. Jól látható a felső ábrán az előre hajtott tölténytár és a tárfészket takaró lemez rögzített állapotban. A késleltetőhimba a 16-os számmal van jelölve

A fegyver a SIG MKMS géppisztoly áttervezéséből született, amelynek tervezésében szintén részt vett Király Pál.
A fegyver vállfegyver teljesen fa ágyazású, angoltusás (nincs pisztolymarkolata), a csővel egybeszerelt tokszerkezet csavarokkal rögzül az ágyazásba. Az előágy alsó részében kialakított fészekbe lehet behajtani az egyenes szekrénytárat, az így nyitva maradó tárfészeknyílás a tártest hátsó oldalán elhelyezett, lehajtható fémlemezzel zárható be. Az előágyban laprugó feszíti a tárat, rugalmasan megtámasztja, hogy a tár ne mozogjon a fészekben. Nyitáskor „kipattan” a tár hátsó helyzetbe, ezzel is gyorsítva a fegyver tűzkésszé tételét. Az egyenes szekrénytár negyven darab töltény befogadására alkalmas, acélanyagú lemezből sajtolt, ahogyan az adogatólemez is, a tárrugó szintén acélanyagú hengeres nyomó csavarrugó.
A fegyvercső a henger alakú esztergált acéltokba hegesztéssel rögzített, a csőtorkolatnál célgömb, a tok mellső felső részén íves csapóirányzék került elhelyezésre (utóbbit a nagy lőtáv – 600 m – indokolta). A tokban helyezkedik el a zárszerkezet, amely különleges, ún. osztott, késleltetett tömegzáras rendszerű, két részből áll (zártest, zárvezető). A zárszerkezet nyitását nem a helyretoló rugó késlelteti, hanem az hogy a zártest hátra mozdulásakor egy himba általi áttételen keresztül a zárvezetőt is hátrafelé gyorsítja. A himba alsó és felső karjának eltérő hossza miatt a felső (hosszabb) karra rögzített zárvezetőt nagyobb sebességgel mozgatja hátra, amíg egyesülve majd ténylegesen szabadon hátrasikló tömegzáras szerkezetté nem alakul vissza. A zárvezetőnek körülbelül 11 mm-nyi utat, míg a zártestnek mindössze 5 mm-nyi utat kell megtennie. Ez a „késleltetés” szolgálja a lövedék csőből való kirepülésének idejét, majd a biztonságos kireteszelést. A zárvezetőnek átadott plusz mozgási energia jelentős mennyiségű visszaható erőt képes elemészteni, illetve kiküszöböli a helyretoló rugó lágyulásából következő problémákat (korai csőfarnyitás, kireteszelés miatti hüvelyrobbanás) is. A rugó így gyengébb minőségű is lehet, illetve ez a tűrés figyelembe veszi a hadianyag-gyártási sajátosságokat. A zárszerkezet, ahogyan a henger alakú tok is, sok esztergamunkát igényelt. A tokot hátul egy recézett felületű, henger alakú toksapka zárja le, mely bajonettzárral rögzül a tokhoz, rugós biztosítóval. A fegyver szétszereléséhez ezt a toksapkát el kell távolítani (a töltetlenség ellenőrzését követően), ezt követően a zárszerkezet hátrafelé kihúzható a tokból, a fegyver részlegesen szétszerelhető.
A fegyver elsődleges tűzmódja a 4-5 lövésből álló rövid sorozat. Az egyes lövés használatát csak kivételes esetekben látták szükségesnek.

## Rendszeresítése

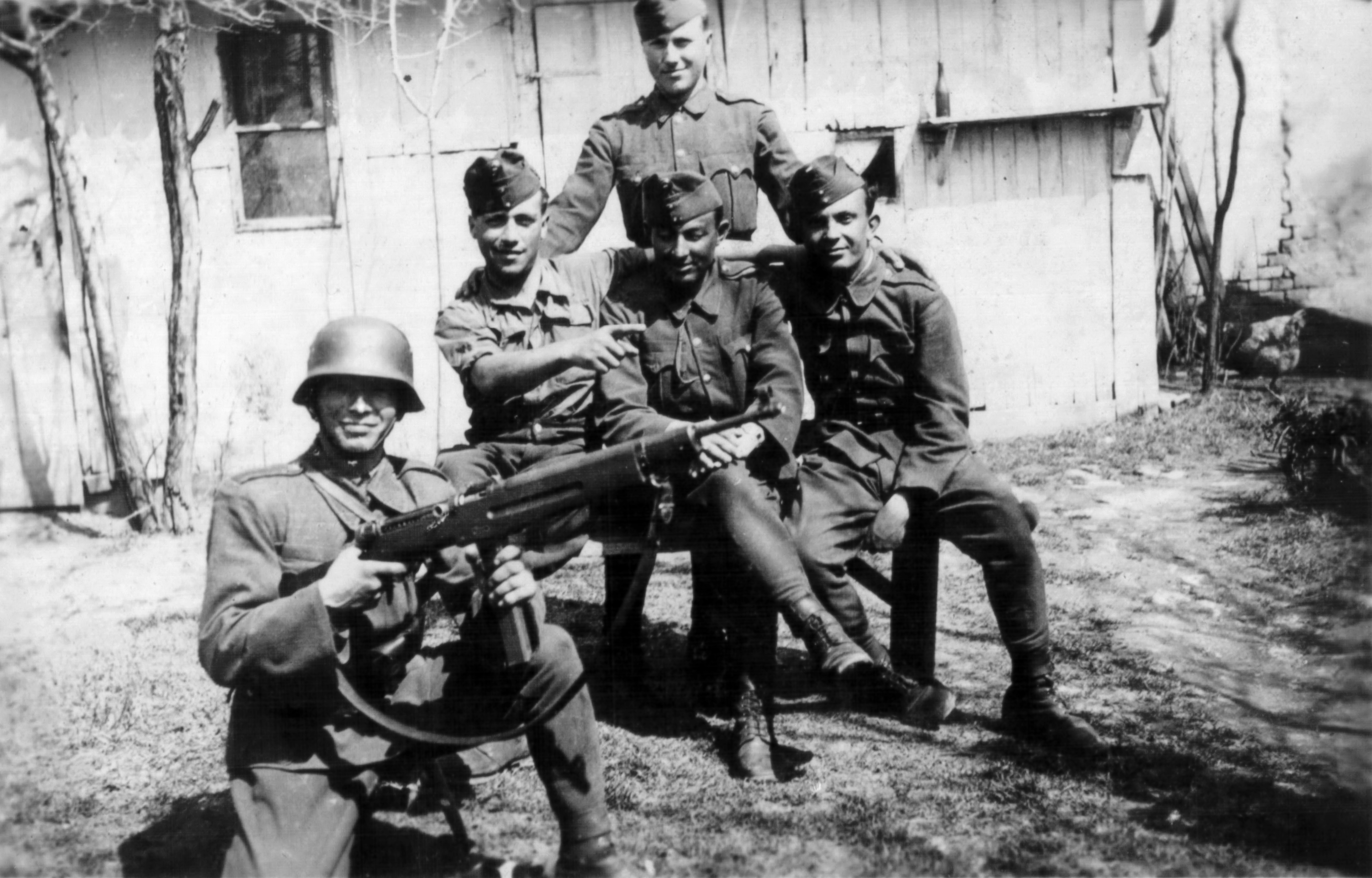
Magyar katonák előtérben egy Király-géppisztollyal

Az 1939. január 25-én tartott bemutatón az MP 40 géppisztoly néhány tulajdonsága ugyan jobb volt, de a lövedék nagyobb kezdősebessége (az erősebb lőszer és korszerűbb zármechanizmus miatt), valamint a fegyver kisebb tömege, szerkezeti egyszerűsége miatt a Magyar Királyi Honvédség a magyar fejlesztésű géppisztolyt választotta.
A fegyvert eredetileg rendfenntartó alakulatoknak szánták, emiatt fontos volt a tekintélyes, karabélyszerű megjelenés és a fatusa, ami azonban az előállítási költséget megemelte, illetve frontkörülmények között nem bizonyult praktikusnak. A fatusa használatát a tüzelt lőszer nem tette szükségessé, azonban megkönnyítette a célzott lövések leadását nagyobb távolságokra is.
Hozzávetőlegesen 11 000 darabot gyártottak belőle.
A fegyver jól viselte az orosz fronton uralkodó fagyos viszonyokat.

## Továbbfejlesztései

### 1939/A M
A fentiek miatt elkészítették az 1939/A M változatot, amely balra behajtható fatusával volt ellátva. A behajtott fatusa nem tette lehetővé az így lerövidített fegyverrel való tüzelést, ugyanis az eltakarta az elsütőbillentyűt.
Magyarországon később az AMD-65 gépkarabélynál alkalmazták ezt az elrendezést, ott a fémből készült válltámaszt jobbra be lehetett hajtani.

### 1943M

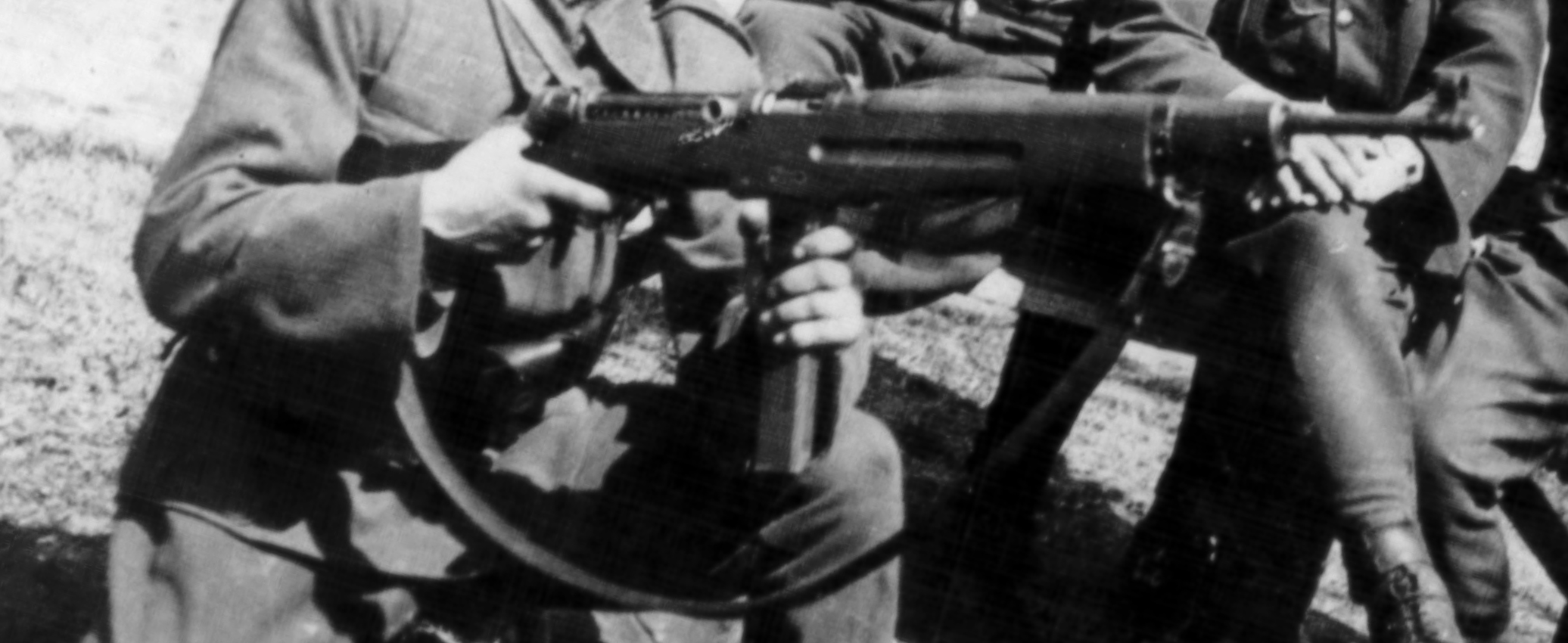
Király 39M

A fatusát kétkaros, acélanyagú behajtható válltámaszra cserélték, ami az össztömeget 3,7 kg-ra csökkentette, illetve a kezelést is praktikusabbá tette, mivel behajtott válltámasszal is lehetett a fegyverrel lőni, míg a 1939/A M típus behajtott fatusája az elsütőbillentyűt takarta (bár készült olyan változat is, ahol a tusában kifaragták az elsütőbillentyű helyét). A tárat áttervezték, mert az előd gyorsan kopott, emiatt a két változat (39M, 43M) tárai nem csereszabatosak. A csövet 75 mm-el lerövidítették, továbbá több, a gyártást segítő módosítást hajtottak végre az üzemeltetési tapasztalatok alapján. Ezt a változatot már pisztolymarkolattal látták el.
Az 1944 év folyamán belső szerkezetét módosították az egyszerűbb gyártás érdekében.
- módosították a hüvelykivetőt,
- a zárszerkezet hagyományos tömegzáras (korabeli szóhasználattal "súlyzáras") lett.

A korábbi fegyverek a zárszerkezet cseréjével egyszerűen átalakíthatóak voltak a módosított verzióra
Egy 1944. szeptember 23-i ajánlás szerint az adagolási problémák elkerülhetőek, ha a tárba 40 helyett 36-38 darabot tárolnak
Hozzávetőlegesen 8 000-62 000 darabot gyártottak belőle.

### 1944M
További egyszerűsítéseket hajtottak végre a fegyveren. Az osztott zárszerkezet zártestét és zárvezetőjét egyesítették, illetve a fegyver teljesen fémépítésű lett. Elhagyták a tár visszahajtási lehetőségét is. A cső perforált lemezborítást kapott a jobb hűtés érdekében. Ebből a változatból csak néhány tesztpéldány készült a háború előrehaladta miatt.

## Alkalmazott lőszertípus
A fegyver üzemeltetési szempontból gyenge pontjának az alkalmazott lőszertípus bizonyult, mivel a keleti fronton ez volt az egyetlen fegyver, amely ezt a típust tüzelte, így lőszerellátása egyenlőtlen volt.
A nagy teljesítményű 9×25mm Mauser lőszert a XX. század első éveiben tervezték, a II. világháború idején már nem számított korszerűnek. Gyakori volt a hüvelyfenék törése, ami elakadáshoz vezetett, ezért a lőszerlőportartalmát csökkentették, így a lövedék kezdősebessége 365 m/s lett, ami részben a fegyver hatásosságát is csökkentette, azonban növelte az üzembiztonságot.

## Géppisztolyvagygépkarabély
A Király géppisztolyokat használóik is "pisztolytöltényre berendezett automata puskának" hívták, szokatlan nagy csőhosszuk miatt..
A 39 M. és 43 M. géppisztolyokat a kialakításuk, és a hosszú csövük miatt gyakran gépkarabélyként sorolják be, ez azonban nem helytálló. Mivel az alkalmazott pisztolytöltények lőportöltete alacsonyabb, mint a karabélylőszereké, illetve a lövedék alakja is eltérő, ami a ballisztikai, illetve becsapódási tulajdonságokat befolyásolja.
A táblázatban a torkolati sebesség (melynek négyzetével arányos a lövedék mozgási energiája) jól mutatja a három fegyvertípus közötti különbséget.
A Király-géppisztoly torkolati sebessége és lövedéktömege valamivel magasabb, mint az MP 40-é, ugyanakkor az StG44 torkolati sebessége jelentősen magasabb, mint a másik két fegyveré.
|                                    | MP41     | 1939M   | StG44   |
| ---------------------------------- | -------- | ------- | ------- |
| Hatékony lőtávolság:               | 150-200m | 300m    | 300m    |
| Csőtorkolati sebesség:             | 380 m/s  | 450 m/s | 685 m/s |
| A töltény kialakítása:             |          |         |         |
| A lövedék tömege:                  | 7,45 g   | 8,15 g  | 8,1 g   |
| A fegyver tömege (Töltött tárral): | 4,13 kg  | 4,15 kg | 5,22 kg |

## Utóélete
A világháború után a PPSZ–43 és a Danuvia 44M típuson alapuló Kucher K1 típusokkal váltották le.
A Kucher K1 az 1944M típus 7,62×25 mm TT lőszer használatára átalakított változata.
Az 1944M típuson alapul a dominikai Cristobal géppisztoly.

## Hatása a kultúrára
Az Egy óra múlva itt vagyok… sorozatban és a A tizedes meg a többiek című filmben többször feltűnik.

## A fegyverrel foglalkozó dokumentumok
- A Magyar Királyi Honvédség gyalogsága 1939-1945[halott link] – Rövid áttekintés PDF
- Magyar gépfegyverek (magyarul)
- Rajz a tártáskáról (magyarul)
- А.И. Благовестов. То, из чего стреляют в СНГ: Справочник стрелкового оружия. / под общ.ред. А.Е. Тараса. Минск, "Харвест", 2000. стр.274-276 (oroszul)
- Király (Danuvia) géppisztoly Model 1939
- Danuvia Király géppisztoly ( Machine Pistol ) modell 1943
- Egy video a fegyverről (angolul)